# Jarhead (film)
 For alternative betydninger, se Jarhead. (Se også artikler, som begynder med Jarhead)
Jarhead er en biografisk og dramatisk krigsfilm fra 2005, der er baseret på den amerikanske soldat Anthony Swoffords selvbiografi om sin deltagelse i Golfkrigen fra 1991. Filmen er instrueret af Sam Mendes med Jake Gyllenhaal som Swofford og øvrige medvirkende, som inkluderer Jamie Foxx, Peter Sarsgaard og Chris Cooper. Titlen er et amerikansk slangudtryk, et udtryk for marinesoldater. Stammer fra de "høje og stramme" frisurer, der får deres hoveder til at ligne krukker.

## Medvirkende
- Jake Gyllenhaal som vicekorporal Anthony Swofford, også kaldet Swoff. Swoff er fra Sacramento, Californien.
- Peter Sarsgaard som Cpl Alan Troy. Troy var Swoff's ven og observatør. Troy er fra Greenville, Michigan.
- Jamie Foxx som SSgt Sykes. Sykes is a Marine lifer. He is Swoff and Troy's training SNCO during Scout Sniper training at Camp Pendleton.
- Lucas Black as LCpl Chris Kruger. Kruger is the dissenter of the group.
- Evan Jones as PFC Dave Fowler. Fowler is from Framingham, Massachusetts.
- Brian Geraghty as PFC Fergus O'Donnell. Fergus is from Cottonwood Falls, Kansas.
- Laz Alonso as LCpl Ramon Escobar. Escobar is from Miami, Florida.
- Jacob Vargas as LCpl Juan Cortez. Cortez is from Delano, Californien.
- Chris Cooper as LtCol Kazinski. Kazinski is the battalion commander.
- John Krasinski as Cpl Harrigan.
- Dennis Haysbert as Major Lincoln, the battalion executive officer.
- Iván Fenyő as Pinko, a marine and Hungarian immigrant.
- Scott MacDonald as D.I. Fitch
- James Morrison as Old Mr. Swafford
- Brian Mahoney as Priest (Uncredited)